# Mandamus
Mandamus (lat. wir ordnen an) ist ein Rechtsterminus, der eine gerichtliche Entscheidung in der Nebensache bezeichnet, also jede, zumeist an einen Dritten oder an eine staatliche Stelle gerichtete Anordnung oder Verfügung, die kein Endurteil im Hauptprozess ist. Klassische Fälle sind Maßnahmen für den vorläufigen Rechtsschutz, die Vorlage von Akten oder die Haftprüfung (mandamus habeas corpus).
Von antonymer Bedeutung ist die Entscheidung in der Hauptsache.